# Leucine
Leucine (afgekort als Leu of L) is een van de twintig natuurlijke voorkomende aminozuren. Als α-aminozuur maakt leucine deel uit van vrijwel elk eiwitmolecuul in alle organismen. Leucine bevat een vertakte, alifatische zijketen en heeft hierdoor een sterk hydrofoob karakter. Het aminozuur wordt gecodeerd door veel verschillende codons, namelijk UUA, UUG, CUU, CUC, CUA, en CUG.
Leucine wordt geclassificeerd als een essentieel aminozuur, wat betekent dat het menselijk lichaam het niet zelf kan aanmaken, maar moet opnemen uit de voeding. Goede bronnen van leucine zijn voedingsmiddelen die rijk zijn aan eiwitten, zoals vlees, zuivel, sojaproducten, bonen en andere peulvruchten.
De belangrijkste eindproducten van de stofwisseling van leucine zijn acetyl-CoA en acetoacetaat; twee verbindingen die een belangrijke rol spelen in energiehuishouding van de cel. Om deze reden wordt leucine beschouwd als een ketogeen aminozuur. Leucine is het belangrijkste ketogene aminozuur voor de mens.

## Biosynthese
Als essentieel aminozuur kan leucine, zowel bij mensen als dieren, niet in het lichaam worden aangemaakt en moet het dus via voeding of suppletie ingenomen worden, meestal als onderdeel van proteïnen. Leucine wordt geproduceerd in planten en micro-organismen via meerdere stappen uit pyruvaat. Het begin van dit proces lijkt op (een deel van) het vormingsproces van valine. Het tussenproduct α-ketovaleraat wordt omgezet in α-isopropylmalaat en dan β-isopropylmalaat, dat waterstof verliest en waarbij α-isocaproaat ontstaat en in de laatste stap reductieve aminatie ondergaat.
Enzymen betrokken in een typische leucinebiosynthese zijn:
- acetolactaat synthase;
- acetohydroxyzuur isomeerreductase;
- dihydroxyzuur dehydratase;
- α-isopropylmalaat synthase;
- α-isopropylmalaat isomerase;
- leucine-aminotransferase.

## Leucinesuppletie
Leucine wordt door sommige sporters als supplement in poedervorm ingenomen. Het doel hiervan is spiermassa sparen, wanneer de sporter op een dieet is en vetmassa wil verliezen, of juist helpen bij het opbouwen van spiermassa. Meestal wordt L-leucine samen met L-valine en L-isoleucine in de verhouding 2:1:1 genomen, omdat dit de juiste balans is tussen deze ketengebonden aminozuren voor het menselijk lichaam.